# Bruno Heller (Künstler)

Bruno Heller in seinem Atelier (2006)

Bruno Eugen Heller (* 6. Mai 1925 in Zürich; † 19. August 2014 in Wädenswil) war ein Schweizer Künstler, der mit seinen Fotokopie-Collagen einen umfassenden Beitrag zur sogenannten «Copy Art» leistete. Zudem war er in Malerei und Druckgrafik tätig.

## Leben und Werk
Bruno Heller wuchs in bescheidenen Verhältnissen in Zürich auf. Es folgten nach einer Lehrer-Ausbildung längere Studienaufenthalte in Florenz an der Accademia di Belle Arti, in Paris an der Académie de la Grande Chaumière und in Barcelona. 1951 heirateten er und Heidi Korrodi. Sie hatten einen Sohn (* 1953) und eine Tochter (* 1958). Zwischen 1953 und 1960 wohnte und arbeitete Heller im frisch gegründeten Atelierhaus Wuhrstrasse in Zürich, wo er mit dem Bildhauer Hans Josephsohn verkehrte, einem Schüler von Otto Müller. Zu dieser Zeit orientierte sich Heller in Malerei und Druckgrafik an der Neuen Sachlichkeit. Ab 1960 wohnte die Familie in Wädenswil. Er
besorgte den Haushalt, während seine Frau als Lehrerin tätig war. Ab 1966 veröffentlichte Heller mehrere Illustrationen auf Titelseiten der neu gegründeten Zeitschrift Regeneration der Lebensreform-Bewegung «Waerland».
Als Künstler beschäftigte er sich ab den 1960er-Jahren mit Collagen, für die er ab 1978 das Fotokopiergerät benutzte. Mit über 50 Jahren widmete er sich der damals jungen Copy-Art und entwickelte dafür mit den «Transparentmontagen» eine eigene Technik. Der Literaturwissenschaftler Bernhard Echte beschreibt die technische und gestalterische Vielfalt in Hellers Schaffen, dieser legte «Objekte jederlei Art auf die Glasplatte» und verfremdete sie durch «transluzide Effekte oder Bewegungen während des Kopierverfahrens», er kopierte transparente Folien übereinander und erzielte frappierende Überlagerungseffekte, «mit Rasterpunktfolien verschiedener Körnung liessen sich abstrakte Strukturen in ungeahnter Vielfalt produzieren»; ebenso setzte er Einzelelemente «seriell vervielfältigt» zu Bildfriesen zusammen.
Inhaltlich geprägt waren die Fotokopie-Collagen in den Worten der Kunsthistorikerin Johanna Wirth Calvo «von den apokalyptischen Bedrohungen durch Atomkrieg und ökologische Katastrophen», wie es sich 1986 in der Nuklearkatastrophe von Tschernobyl bestätigte. Weiter schuf Heller endzeitliche Landschaften und Planetenvisionen und ab 1982 eine Serie von «Carceri», von Giovanni Battista Piranesi inspirierte Architekturillusionen und aperspektivische Räume, und ab 1985 eine Serie mit Bühnenbild-Visionen zum japanischen Butoh-Tanztheater.
Heller nannte diese Werke «Transparentmontagen». Wirth Calvo beschreibt die Auseinandersetzung mit Transparenz in seinen durchwegs analog hergestellten Collagen als visionär: «Er hat geahnt, dass diese neue Ästhetik einer luziden Transparenz, die aus der hellen Lichtquelle des Bildschirms auf unsere Augen trifft, die visuelle Wahrnehmung unserer Zeit grundlegend verändern wird.» Erst ab 1995 zeigte er die Arbeiten vermehrt in Ausstellungen, weshalb die breitere Anerkennung postum einsetzte.

Bruno Heller, ohne Titel, 17. Juni 1987, Collage, 67,3 × 42 cm

## Ausstellungen

### Einzelausstellungen (Auswahl)
- Atelier Burgdorfer-Elles, Zürich, 1964[4]
- «Bruno Heller – Bilder», Galerie Siebzehn in Wädenswil, 1995[5]
- «Bruno Heller – Transparentmontagen», Galerie Claudine Hohl in Zürich, 1997[6]
- «Bruno Heller – Transparentmontagen», Johanna Spyri-Museum, Hirzel, 1997[7]
- «Arbeiten von Bruno Heller», Forum für Zeitfragen in Basel, 2002/2003[8]
- «Werkschau Bruno Heller», Kulturgarage Wädenswil, 2020[9]

### Gruppenausstellungen (Auswahl)
- «Jürg Bühler, Bruno Heller, Ambrosius Humm, Regula Humm, Jörg Fausch», Ingenieurschule Wädenswil, 1985[10]
- «Wahnwelt-Wellen 1955–2015», Art Dock Zürich, 2015
- «Kunstfrühling am See», mit Bruno Heller und Marcel Späni, Villa Seerose, Horgen, 2016[11]
- «Ja, wir kopieren! Strategien der Nachahmung in der Kunst», Kunstmuseum Solothurn, 2023,[12]

## Sammlungen
(Quelle: )
- M.F.F. Museum für Fotokopie, Makroscope, Mülheim an der Ruhr (DE)
- Graphische Sammlung der Schweizerischen Nationalbibliothek, Bern
- Graphische Sammlung der Zentralbibliothek Zürich
- Kunstsammlung der Stadt Zürich
- Musée visionnaire, Zürich
- Kunststiftung Zürichsee, Horgenberg (Kt. Zürich)
- Kulturkommission Stadt Wädenswil